# Тайский язык
Та́йский язык (тайск. ภาษาไทย /pʰa:sa:tʰɑj/, пхаса-тхай) — язык, принадлежащий к тайской группе тай-кадайской языковой семьи.
Является официальным языком Таиланда. Число носителей — около 60 миллионов человек.
Тайский язык взаимопонятен с лаосским. Записывается с помощью тайского письма. 
Типологически — полностью аналитический изолирующий язык, которому присущи пять тонов.

## Тайский алфавит
Тайский алфавит используется для записи тайского языка и языков меньшинств Таиланда. В алфавите 44 согласные буквы, 4 согласные вне основного алфавита (две из которых в настоящее время не используются); по крайней мере, 28 гласных форм и 4 диакритических знака для обозначения тонов. Согласные пишутся горизонтально слева направо, в то время как гласные располагаются сверху, снизу, слева или справа от соответствующего согласного.
В отличие от латиницы или кириллицы, в тайском алфавите не различаются строчные и прописные буквы. Пробелы между словами обычно не ставятся; чтение упрощается тем, что большинство тайских слов односложно. Предложения разделяются пробелами.
Существуют особые тайские цифры (ตัวเลขไทย), однако обычно используются индийско-арабские (ตัวเลขอารบิก).

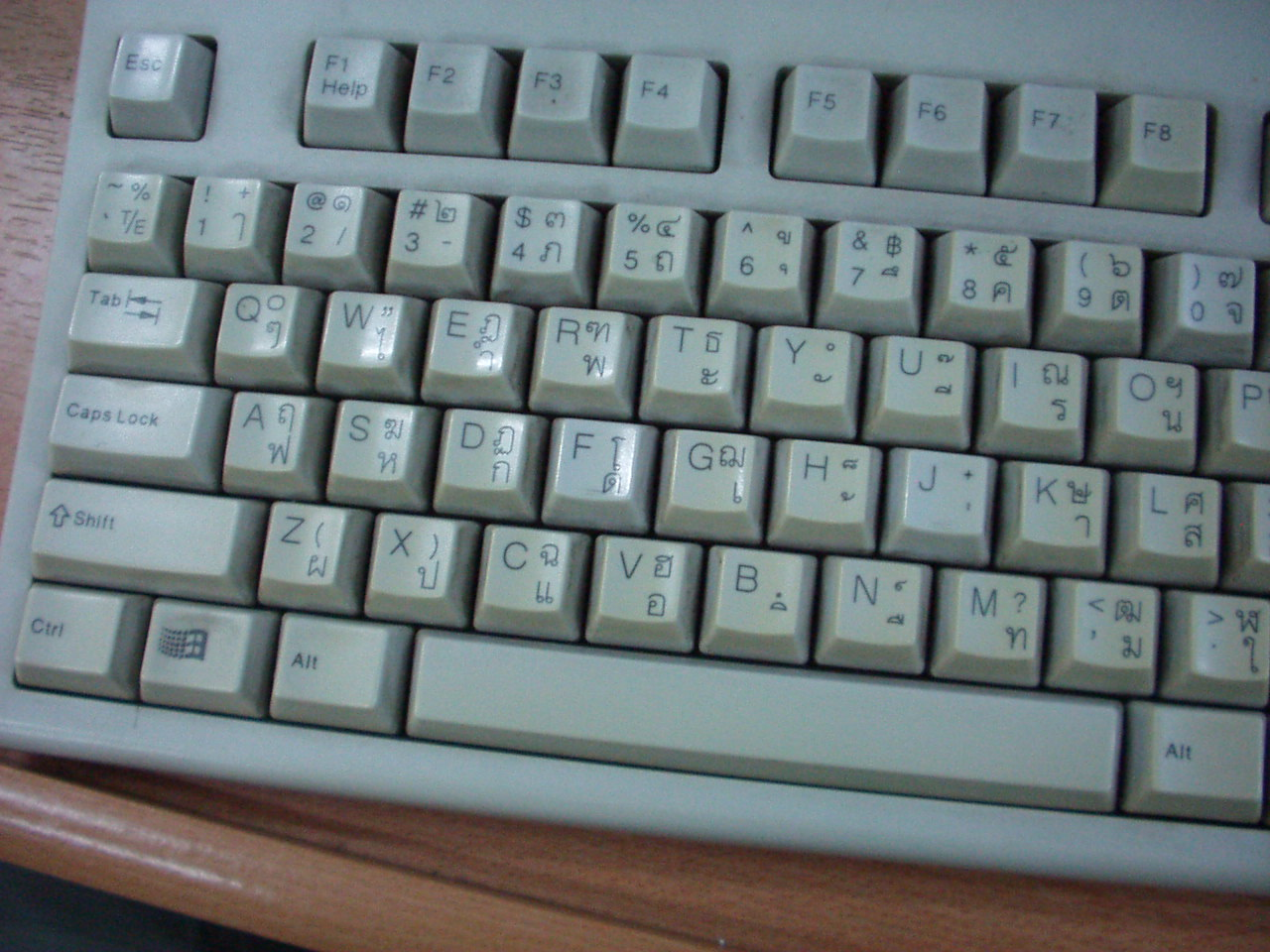
Тайская клавиатура

### Согласные и определение буквенного класса
В тайском алфавите 44 согласных буквы, обозначающих 21 согласный звук. Буквы-дублеты представляют различные согласные (как правило, этимологически звонкие и звонкие придыхательные, в том числе — церебральные) из санскрита и пали, а также изменившиеся в истории развития исконного звукового фонда фонемы (чаще всего — претерпевшие оглушение), одинаково произносимые в современном тайском. Их продолжающееся использование объясняется наличием заимствованных слов с разным значением, которые в тайском являются омофонами. Согласные подразделяются на три класса: нижние, средние и высокие; каждый определяет тон следующего гласного. Кроме этих 44 согласных, существует ещё четыре символа, обозначающих сочетания согласный + гласный.
В помощь изучению каждый согласный традиционно ассоциируется с тайским словом, которое или начинается с такого же звука, или содержит его. Например, название буквы ข — «kho khai» (ข ไข่), в котором «kho» — звук, её представляющий, и «khai» (ไข่) — слово, которое начинается с такого же звука и означает «яйцо».
Два согласных — «kho khuat» (ฃ) и «kho khon» (ฅ) — более не употребляются в тайском в силу полного совпадения по произношению и классу с ныне употребимыми ข и ค. Исторически эти буквы произносились, соответственно, как глухой и звонкий заднеязычный фрикативы.
С исчезновением этих графем из обихода существует несколько связанных с ним версий. Говорят, что когда Эдвином Хантером Макфарландом в 1892 году была изобретена первая тайская пишущая машинка, просто не хватило места для всех знаков, поэтому эти две буквы были выброшены. В настоящее время существует тенденция включать эти буквы в алфавитный список и движение за возрождение их полномерного использования.

#### Класс букв
Как правило, к среднему классу относятся буквы, обозначающие непридыхательные смычные согласные и примыкающая к ним อ /ʔ/ (гортанная смычка). К низкому классу относятся буквы, обозначающие сонорные и этимологически звонкие (глухие придыхательные согласные в современном тайском). Буквы, обозначающие этимологически глухие согласные, в том числе — этимологически глухие сонорные (записываются сочетанием ห+сонор), относятся к высокому классу. Особняком стоит буква ฑ, которая может означать непридыхательный [d], но относится к низкому классу, ввиду того, что основной её звук — [tʰ]. Проверить класс согласного можно как по сравнительно-историческим данным тай-кадайских языков, так и по прочтению соответствующей (при наличии таковой) буквы в пали и санскрите.

#### Латинизация: транскрипция, транслитерация
Эквиваленты записи латиницей представлены в таблице ниже. Многие согласные произносятся различно в начале и в конце слога. В колонки внесены инициальные и финальные значения произношения таких согласных в соответствующих позициях в слоге. Там, где сочетание согласных завершает письменный слог, произносится только первый; согласные звуки, возможные в конце слога — [k̚], [m], [n], [ŋ], [p̚] и [t̚].
Несмотря на то, что Королевским Тайским институтом утверждён официальный стандарт записи латиницей, многие издания используют различные системы романизации. В повседневной практике сбивающее с толку многообразие используемых систем латинской транскрипции усложняет определение произношения слова и создаёт путаницу при чтении, например, карт и дорожных указателей. Более точная информация представлена в этом эквиваленте Международного фонетического алфавита:
| Символ | Название                                 | Королевская транскрипция | Королевская транскрипция | МФА      | МФА    | Класс |
|        |                                          | Инициаль                 | Финаль                   | Инициаль | Финаль | Класс |
| ------ | ---------------------------------------- | ------------------------ | ------------------------ | -------- | ------ | ----- |
| ก      | ko kai («курица»)                        | k                        | k                        | k        | k      | M     |
| ข      | kho khai («яйцо»)                        | kh                       | k                        | kʰ       | k      | H     |
| ฃ      | kho khuat («бутылка») [устар.]           | kh                       | k                        | kʰ       | k      | H     |
| ค      | kho khwai («буйвол»)                     | kh                       | k                        | kʰ       | k      | L     |
| ฅ      | kho khon («человек») [устар.]            | kh                       | k                        | kʰ       | k      | L     |
| ฆ      | kho ra-khang («колокол»)                 | kh                       | k                        | kʰ       | k      | L     |
| ง      | ngo ngu («змея»)                         | ng                       | ng                       | ŋ        | ŋ      | L     |
| จ      | jo jan («тарелка»)                       | j                        | t                        | tɕ       | t      | M     |
| ฉ      | cho ching («цимбалы»)                    | ch                       | —                        | tɕʰ      | —      | H     |
| ช      | cho chang («слон»)                       | ch                       | t                        | tɕʰ      | t      | L     |
| ซ      | so so («цепь»)                           | s                        | t                        | s        | t      | L     |
| ฌ      | cho ka-choe («дерево») [устар.]          | ch                       | —                        | tɕʰ      | —      | L     |
| ญ      | yo ying («женщина»)                      | y                        | n                        | j        | n      | L     |
| ฎ      | do cha-da («корона»)                     | d                        | t                        | d        | t      | M     |
| ฏ      | to pa-tak («тесак»)                      | t                        | t                        | t        | t      | M     |
| ฐ      | tho than («база, подставка»)             | th                       | t                        | tʰ       | t      | H     |
| ฑ      | tho montho («жена якшаса [мифолог.]»)    | th                       | t                        | tʰ       | t      | L     |
| ฒ      | tho phu-thao («старец»)                  | th                       | t                        | tʰ       | t      | L     |
| ณ      | no nen («монах-самманера»)               | n                        | n                        | n        | n      | L     |
| ด      | do dek («ребёнок»)                       | d                        | t                        | d        | t      | M     |
| ต      | to tao («черепаха»)                      | t                        | t                        | t        | t      | M     |
| ถ      | tho thung («мешок»)                      | th                       | t                        | tʰ       | t      | H     |
| ท      | tho tha-han («воин»)                     | th                       | t                        | tʰ       | t      | L     |
| ธ      | tho thong («знамя»)                      | th                       | t                        | tʰ       | t      | L     |
| น      | no nu («мышь»)                           | n                        | n                        | n        | n      | L     |
| บ      | bo bai-mai («лист»)                      | b                        | p                        | b        | p      | M     |
| ป      | po plaa («рыба»)                         | p                        | p                        | p        | p      | M     |
| ผ      | pho phueng («пчела»)                     | ph                       | —                        | pʰ       | —      | H     |
| ฝ      | fo fa («крышка»)                         | f                        | —                        | f        | —      | H     |
| พ      | pho phan («поднос»)                      | ph                       | p                        | pʰ       | p      | L     |
| ฟ      | fo fan («зубы»)                          | f                        | p                        | f        | p      | L     |
| ภ      | pho samphao («парусная шлюпка»)          | ph                       | p                        | pʰ       | p      | L     |
| ม      | mo ma («лошадь»)                         | m                        | m                        | m        | m      | L     |
| ย      | yo yak («якшас»)                         | y                        | y                        | j        | j      | L     |
| ร      | ro ruea («лодка, корабль»)               | r                        | n                        | r        | n      | L     |
| ฤ      | ro rue *                                 | rue                      | —                        | rɯ       | —      | -     |
| ฤๅ     | ro rue *                                 | rue                      | —                        | rɯː      | —      | -     |
| ล      | lo ling («обезьяна»)                     | l                        | n                        | l        | n      | L     |
| ฦ      | lo lue [устар.] *                        | lue                      | —                        | lɯ       | —      | -     |
| ฦๅ     | lo lue [устар.] *                        | lue                      | —                        | lɯː      | —      | -     |
| ว      | wo waen («кольцо»)                       | w                        | w                        | w        | w      | L     |
| ศ      | so sa-la («шатёр»)                       | s                        | t                        | s        | t      | H     |
| ษ      | so rue-si («отшельник»)                  | s                        | t                        | s        | t      | H     |
| ส      | so suea («тигр»)                         | s                        | t                        | s        | t      | H     |
| ห      | ho hip («ящик»)                          | h                        | —                        | h        | —      | H     |
| ฬ      | lo ju-la (разновидность воздушного змея) | l                        | n                        | l        | n      | L     |
| อ      | o ang («чаша»)                           | **                       | —                        | ʔ        | —      | M     |
| ฮ      | ho nok-huk («сова»)                      | h                        | —                        | h        | —      | L     |

### Гласные
Тайские гласные звуки и дифтонги записываются сочетанием гласных символов, согласных и сочетаний гласных символов. Каждый гласный находится в своей определённой позиции относительно инициального согласного (обозначаемого чертой «-»), а иногда — также финального согласного (вторая черта). Важно, что гласные могут быть сверху, снизу, справа и слева от согласного или сочетаниями этих мест. Если гласный имеет части перед и после инициального согласного и слог заканчивается кластером согласных, разделение будет проходить по всему кластеру.
Произношение обозначается Международным фонетическим алфавитом и системой записи латиницей согласно Королевскому Тайскому институту, а также несколькими часто встречающимися вариантами систем романизации. Дан наиболее приближённый эквивалент — северо-восточный американский английский:
| Символ | Название             | МФА | Королевская транскрипция | Варианты      | Русский эквивалент |
| ------ | -------------------- | --- | ------------------------ | ------------- | ------------------ |
| —      | a (в открытом слоге) | a   | a                        | u             | а                  |
| — —    | o (в закрытом слоге) | o   | o                        |               | о                  |
| -รร-   | ro han *             | ɑ   | a                        | u             | задненёбный а      |
| -ว-    | wo waen *            | ua  | ua                       | uar           | уа                 |
| -วย    | sara uai             | uɛj | uai                      |               | уай                |
| -อ     | sara o               | ɔː  | o                        | or, aw, ow    | оо                 |
| -อย    | sara oi              | ɔːj | oi                       | oy            | оой                |
| -ะ     | sara a               | aʔ  | a                        | u             | ак                 |
| -ั —    | mai han-akat         | ɑ   | a                        | u             | а                  |
| -ัย     | sara ai              | ɑj  | ai                       |               | ай                 |
| -ัว     | sara ua              | ua  | ua                       | ewer          | уа                 |
| -ัวะ    | sara ua              | uaʔ | ua                       | ewer          | уак                |
| -า     | sara a               | aː  | a                        | ar, aa        | аа                 |
| -าย    | sara ai              | aːj | ai                       | aai, aay      | аай                |
| -าว    | sara ao              | aːw | ao                       |               | аау                |
| -ำ     | sara am              | ɑm  | am                       | um            | ам                 |
| -ิ      | sara i               | i   | i                        |               | и                  |
| -ิว     | sara iu              | iw  | iu                       |               | иу                 |
| -ี      | sara i               | iː  | i                        | ee, ii, y     | ии                 |
| -ึ      | sara ue              | ɯ   | ue                       | eu, uh        | ы                  |
| -ื      | sara ue              | ɯː  | ue                       | eu            | ыы                 |
| -ุ      | sara u               | u   | u                        | oo            | у                  |
| -ู      | sara u               | uː  | u                        | oo, uu        | уу                 |
| เ-     | sara e               | eː  | e                        | ay, a, ae, ai | ээ                 |
| เ-็ —   | sara e               | e   | e                        |               | э                  |
| เ-ะ    | sara e               | eʔ  | e                        | eh            | эк                 |
| เ-ย    | sara oei             | ɤːj | oei                      |               | ээй                |
| เ-อ    | sara oe              | ɤː  | oe                       | ur, eu, u     | ээ                 |
| เ-อะ   | sara oe              | ɤʔ  | oe                       | eu, u         | эк                 |
| เ-ิ —   | sara oe              | ɤ   | oe                       | eu, u         | э                  |
| เ-ว    | sara eo              | eːw | eo                       | eu, u         | ээу                |
| เ-า    | sara ao              | aw  | ao                       | aw, ow        | ау                 |
| เ-าะ   | sara o               | ɔʔ  | o                        | orh, oh, or   | ок                 |
| เ-ีย    | sara ia              | iːa | ia                       | ear, ere      | ииа                |
| เ-ียะ   | sara ia              | iaʔ | ia                       | iah, ear      | иак                |
| เ-ียว   | sara iao             | io  | iao                      | iow           | ио                 |
| เ-ือ    | sara uea             | ɯːa | uea                      | eua, ua       | ыыа                |
| เ-ือะ   | sara uea             | ɯaʔ | uea                      | eua, ua       | ыак                |
| แ-     | sara ae              | ɛː  | ae                       | a, e          | ээ                 |
| แ-ะ    | sara ae              | ɛʔ  | ae                       | aeh, a        | эк                 |
| แ-็ —   | sara ae              | ɛ   | ae                       | aeh, a        | э                  |
| แ-ว    | sara aeo             | ɛːw | aeo                      | eo            | ээу                |
| โ-     | sara o               | oː  | o                        | or, oh        | оо                 |
| โ-ะ    | sara o               | oʔ  | o                        | oh            | ок                 |
| ใ-     | sara ai mai muan     | ɑj  | ai                       | ay, y         | ай                 |
| ไ-     | sara ai mai malai    | ɑj  | ai                       | ay, y         | ай                 |

### Диакритические знаки
Каждое обозначение находится в определённой позиции относительно согласного «kor kai». Названия тонов происходят от числительных «один», «два», «три», и «четыре» в индийском языке.
| Символ | Название               | Значение                    |
| ------ | ---------------------- | --------------------------- |
| ก่      | mai ek                 | обозначение первого тона    |
| ก้      | mai tho                | обозначение второго тона    |
| ก๊      | mai tri                | обозначение третьего тона   |
| ก๋      | mai jat-ta-wa          | обозначение четвёртого тона |
| ก็      | mai tai-khu            | сокращает гласный           |
| ก์      | mai thantakhat, ga-ran | обозначает тихую букву      |

### Другие символы
| Символ | Название    | Значение                                      |
| ------ | ----------- | --------------------------------------------- |
| ฯ      | pai-yan noi | предыдущее слово сокращено                    |
| ฯลฯ    | pai-yan yai | и т. д.                                       |
| ๆ      | mai ya-mok  | предыдущее слово или высказывание повторяется |

## Лингвистические черты

### Фонетика и фонология

#### Гласные
Гласные звуки тайского языка, которые могут быть краткими и долгими, что может влиять на смысл слова:
|                | Передний ряд | Передний ряд | Средний ряд | Средний ряд | Задний ряд | Задний ряд |
| краткие        | долгие       | краткие      | долгие      | краткие     | долгие     |            |
| -------------- | ------------ | ------------ | ----------- | ----------- | ---------- | ---------- |
| Верхний подъём | /i/ -ิ        | /iː/ -ี       | /ɯ/ -ึ       | /ɯː/ -ื-     | /u/ -ุ      | /uː/ -ู     |
| Средний подъём | /e/ เ-ะ      | /eː/ เ-      | /ɤ/ เ-อะ    | /ɤː/ เ-อ    | /o/ โ-ะ    | /oː/ โ-    |
| Нижний подъём  | /ɛ/ แ-ะ      | /ɛː/ แ-      | /a/ -ะ, -ั-  | /aː/ -า     | /ɔ/ เ-าะ   | /ɔː/ -อ    |

#### Согласные
Согласные звуки тайского языка могут произноситься с придыханием:
|                     |               | Губные       | Зубные/ Переднеязычные | (Альвеолярно-) палатальные | Заднеязычные       | Глоттальные |
| ------------------- | ------------- | ------------ | ---------------------- | -------------------------- | ------------------ | ----------- |
| Носовые             | Носовые       | /m/ ม        | /n/ ณ, น               |                            | /ŋ/ ง              |             |
| Взрывные/ Аффрикаты | звонкие       | /b/ บ        | /d/ ฎ, ด               |                            |                    |             |
| Взрывные/ Аффрикаты | глухие        | /p/ ป        | /t/ ฏ, ต               | /tɕ/ จ                     | /k/ ก              | /ʔ/ อ       |
| Взрывные/ Аффрикаты | с придыханием | /pʰ/ ผ, พ, ภ | /tʰ/ ฐ, ฑ, ฒ, ถ, ท, ธ  | /tɕʰ/ ฉ, ช, ฌ              | /kʰ/ ข, ฃ, ค, ฅ, ฆ |             |
| Щелевые             | Щелевые       | /f/ ฝ, ฟ     | /s/ ซ, ศ, ษ, ส         |                            |                    | /h/ ห, ฮ    |
| Аппроксиманты       | Аппроксиманты | /w/ ว        | /l/ ล, ฬ               | /j/ ญ, ย                   |                    |             |
| Дрожащие            | Дрожащие      |              | /r/ ร                  |                            |                    |             |

#### Тон
Тайский язык имеет тональную систему, состоящую из пяти тонов. Правильность произнесения тона определяется классовой принадлежностью буквы по траянгу и тоновыми диакритическими знаками ваннаюк.
- Сиенг саман — средний или ровный.
- Сиенг эк — низкий или низкий нисходящий.
- Сиенг тхо — нисходящий или высокий нисходящий.
- Сиенг три — высокий или высокий восходящий.
- Сиенг тьатава — восходящий или низкий восходящий.

### Грамматика
Типологически тайский — аналитический изолирующий язык с полным отсутствием словоизменения. В языке 7 частей речи.

#### Существительное и местоимение
Существительные не изменяются по падежам и не имеют родов. Артикли отсутствуют.
Для обозначения множественности используют:
- удвоение: เด็ก (dek, «ребёнок») — เด็กๆ (dek dek, «дети»);
- служебное слово พวก (phuak, /pʰûak/), используется для присвоения категории множественности или акцентирования: พวกผม — phuak phom, /pʰûak pʰǒm/, «мы (мужчины)»; พวกเรา — phuak rao, /pʰûak/ raw, «мы» (акцентированно); พวกหมา — phuak ma «собаки»;
- счётные слова (см. лаксананам) — классификаторы, обязательные в том случае, когда используются числительные[8] (такие же имеются и в других восточноазиатских языках): ครูห้าคน «пять учителей (дословно: „учитель пять человек“)»; подобие счётных суффиксов есть в русском языке: «две бутылки вина», «пять чашек кофе», однако, в отличие от русского языка, в тайском существительное, определяемое некоторым количеством, стоит в неизменно словарной форме.

Личные местоимения (см. кхамсапханам) часто опускаются в разговоре, в то время как уменьшительные имена используются довольно часто. Имеется несколько специализированных местоимений в королевском и древнем тайских языках. Ниже представлен перечень местоимений, использующихся в разговорной речи:
| Слово     | Королевская транскрипция | IPA                   | Значение |
| --------- | ------------------------ | --------------------- | --- |
| ผม        | phom                     | [pʰǒm]                | «я» (мужчина; официально)                                                                                         |
| ดิฉัน       | dichan                   | [dìːtɕʰán]            | «я» (женщина, официально)                                                                                         |
| ฉัน        | chan                     | [tɕʰǎn]               | «я» (мужчина или женщина, официально)                                                                             |
| คุณ        | khun                     | [kʰun]                | «Вы» (вежливо) |
| ท่าน       | than                     | [tʰâːn]               | «Вы» (вежливо к лицу высокого статуса)                                                                            |
| เธอ       | thoe                     | [tʰɤː]                | «ты, она» (неофициально)                                                                                          |
| เรา       | rao                      | [raw]                 | «мы, я» (неформально)                                                                                             |
| เขา       | khao                     | [kʰǎw]                | «он, она» |
| มัน        | man                      | [mɑn]                 | «оно» |
| พวกเขา    | phuak khao               | [pʰûak kʰǎw]          | «они» |
| พี่         | phi                      | [pʰîː]                | «старший брат, сестра» (используется часто для обозначения старших двоюродных братьев и сестр и не-родственников) |
| น้อง       | nong                     | [nɔːŋ]                | «младший брат, сестра» (используется часто для обозначения младших двоюродных братьев и сестр и не-родственников) |
| ลูกพี่ ลูกน้อง | luk phi luk nong         | [luːk pʰiː luːk nɔːŋ] | «двоюродный брат, сестра»                                                                                         |

Принадлежность выражается с помощью частицы ของ (khong), располагаемой перед именем: ลูก ของ แม่ luk khong mae «ребёнок матери», но она может и опускаться: นา อา na a «поле дяди» („поле дядя“).

#### Глагол
Глаголы не изменяются по числам и лицам; для обозначения времени, залога, наклонения, отрицания используются служебные слова. Удвоение глагола имеет значение увеличенной интенсивности действия.

##### Время
Настоящее (продолженное) время передаётся служебным словом กำลัง (gamlang, /gamlaŋ/, «сейчас») перед глаголом, обозначающим происходящее действие, при помощи อยู่ (yu, /juː/) после глагола, или с использованием обоих слов. Примеры:
- เขากำลังวิ่ง (khao gamlang wing, /kʰǎw gamlaŋ wiŋ/), или
- เขาวิ่งอยู่ (khao wing yu, /kʰǎw wiŋ juː/), или
- เขากำลังวิ่งอยู่ (khao gamlang wing yu, /kʰǎw gamlaŋ wiŋ juː/) «Он бежит».

Будущее время обозначается จะ (ja, /tɕaʔ/) перед глаголом. К примеру:
- เขาจะวิ่ง (khao ja wing, /kʰǎw tɕaʔ wiŋ/) «Он побежит» или «Он будет бежать».

Прошедшее время обозначается частицей ได้ (dai, /daːj/) перед глаголом. Частица แล้ว (laeo, /lɛːw/ «уже») обычно используется в значении завершённого действия, то есть означает совершенный вид. Иногда и ได้ и แล้ว используются совместно для обозначения прошедшего времени, то есть в конструкции: Подлежащее + ได้ + Сказуемое + แล้ว. Например:
- เขาได้กิน (khao dai gin, /kʰǎw daːj gin/) «Он ел»,
- เขากินแล้ว (khao gin laeo, /kʰǎw gin lɛːw/) «Он уже поел»,
- เขาได้กินแล้ว (khao dai gin laeo, /kʰǎw daːj gin lɛːw/) «Он уже поел».

Отрицание обозначается добавлением ไม่ (mai, «не») перед глаголом.
- เขาไม่ตี, (khao mai ti) «Он не бьёт».

#### Прилагательное и наречие
В тайском языке нет морфологической разницы между прилагательными и наречиями, то есть почти всегда в обоих случаях используется одно и то же слово. Определение следует за определяемым словом, которым может быть существительное, глагол или даже другое прилагательное или наречие. Интенсивность признака выражается удвоением определяющего слова, со значением «очень» (при этом первое из удвоенных слов произносится на более высоком тоне) или «весьма» (оба слова произносятся с одинаковым тоном).
- คนอ้วน (khon uan, IPA: kʰon ʔuan) «толстый человек».
- คนอ้วนๆ (khon uan uan, IPA: kʰon ʔuan ʔuan) «очень/весьма толстый человек».
- คนที่อ้วนเร็วมาก (khon thi uan reo mak) «человек, который быстро стал/становится толстым».
- คนที่อ้วนเร็วมากๆ (khon thi uan reo mak mak) «человек, который очень быстро стал/становится толстым».

Сравнительная степень образуется при помощи конструкции «A X กว่า B» (kwa, IPA: kwaː), A — более X чем B; конструкция превосходной степени — «A X ที่สุด» (thi sut, IPA: tʰiːsut), A наиболее X.
- เขาอ้วนกว่าฉัน (khao uan kwa chan) «Он/она толще меня».
- เขาอ้วนที่สุด (khao uan thi sut) «Он/она толще всех».

Прилагательные могут также использоваться в качестве сказуемых, имеются служебные слова для обозначения времени.
- ฉันหิว (chan hiu) (жен.) «Я голодная».
- ฉันจะหิว (chan cha hiu) (жен.) «Я буду голодной».
- ฉันกำลังหิว (chan kamlang hiu) (жен.) «Я становлюсь голодной / Я голодна прямо сейчас».
- ฉันหิวแล้ว (chan hiu laeo) (жен.) «Я уже голодна / Я уже была голодной».

- Примечание: ฉันหิวแล้ว больше соответствует «Я голоден прямо сейчас», так как слово แล้ว (laeo), используемое для обозначения прошедшего времени, иногда используется для благозвучия без значения, как например в предложении แล้วเธอจะไปไหน (laeo thoe cha pai nai): «Куда ты пойдешь?» — แล้ว не обозначает здесь прошедшего времени.

#### Концевые частицы
Концевые частицы — часто непереводимые части речи, добавляемые в конце предложения для обозначения почтения, просьбы, воодушевления или настроения говорящего, что в русском языке обычно передаётся интонацией голоса. Не используются в письменной речи. Многие концевые частицы выражают уважение, такие как ครับ (khrap, kʰráp, с высоким тоном) для мужчин, и ค่ะ (kha, [kʰâ], с нисходящим тоном) для женщин.
Другие концевые частицы:
| Слово         | Королевская транскрипция | IPA    | Значение             |
| ------------- | ------------------------ | ------ | -------------------- |
| จ๊ะ            | ja                       | [tɕaʔ] | просьба              |
| จ้ะ, จ้า или จ๋า | ja                       | [tɕaː] | акцент               |
| ละ или ล่ะ     | la                       | [laʔ]  | акцент               |
| สิ             | si                       | [siʔ]  | акцент или повеление |
| นะ            | na                       | [naʔ]  | мягкая просьба       |

### Синтаксис
Порядок слов в тайском языке: подлежащее — сказуемое — дополнение (подлежащее при этом может опускаться).

### Лексика
До 13 века тайский язык испытывал сильное влияние со стороны китайского; после этого тайцами был совершён переход с китайских иероглифов на письменность, используемую для записи санскрита и пали. Тем не менее лексика тайского языка всё ещё содержит немало слов, заимствованных из среднекитайского. Заимствования из пали и санскрита затрагивают, в первую очередь, область буддизма. 
Кхмерский язык был предпочтительным языком в первое время существования тайских королевств. Как итог этого, в лексике современного тайского языка обнаруживается около 2 500 заимствований из кхмерского языка. 